# Брудновское еврейское кладбище
Брудновское еврейское кладбище (пол. Cmentarz żydowski na Bródnie) — одно из нескольких еврейских кладбищ Варшавы. Расположено в районе Таргувек (недалеко от более известного района Варшавы Прага). Кладбище было основано в 1780 году и занимает площадь в 5 гектаров (12 акров).
Предполагается, что здесь были похоронены 300 000 человек, хотя на сегодняшний день сохранились только около 3000 могил (надгробий).
Это кладбище является самым большим еврейским кладбищем Варшавы. Также считается, что это одно из крупнейших еврейских кладбищ в Европе.

## История
Кладбище было основано в 1780 году Шмулем Збытковером, польским еврейским купцом и финансистом, пожертвовавшим на эту цель участок земли (хотя впоследствии он получил выгоду от продажи прав на погребение и других «произвольных поборов»). К середине XIX века кладбище разрослось до 18 га. С 1870-х годов кладбище находилось под управлением местного еврейского совета, который переориентировал его на захоронения бедных евреев; это ознаменовало начало ухудшения качества захоронений.
Кладбище сильно пострадало во время оккупации Польши нацистской Германией во время Второй мировой войны, как из-за целенаправленного его использования немецкой администрацией в качестве источника строительных материалов, так из-за ущерба связанного с военными действиями. После войны кладбище стало местом массового захоронения тел евреев, эксгумированных во время восстановления Варшавы; официально кладбище было закрыто в 1950 году. С тех пор кладбище постепенно приходит в упадок, получая от местной администрации только незначительную поддержку. С 1984 по 2010 годы кладбище находилось под управлением Фонда Ниссенбаума.
Кладбище время от времени подвергается вандализму, также известно, что там происходят криминальные инциденты (грабежи). Это заставило активистов и членов сообщества потребовать, чтобы кладбище, ставшее в 2009 году памятником, было бы лучше защищено. Представители городского совета в 2010 году отметили, что их первоочередной задачей является защита кладбища от вандализма, а восстановление является вторичным по отношению к этому.
С 2010 года Фонд Ниссенбаума прекратил свою деятельность на кладбище, и его правовой статус должен был определить суд, поскольку и Варшавский городской совет и Еврейская община Варшавы проявили интерес ко владению этим участком земли. В 2012 году кладбище было передано еврейской общине Варшавы. Община создала новую ограду и отреставрировала ворота. На постаменте непостроенного памятника и у главной аллеи были размещены габионы наполненные кусочками мацев